# スター・トレック (2009年の映画)
- スタートレック
  - スタートレックの映画作品 > スター・トレック (2009年の映画)
  - ケルヴィン・タイムライン > スター・トレック (2009年の映画)

『スター・トレック』（原題: Star Trek）は、2009年のアメリカのSF映画である。『スタートレック』の劇場版第11作で、リブート映画シリーズの第1作としてオリジナルのテレビシリーズ『宇宙大作戦』の主要キャラクターを新しいキャストで描いた作品でもある。監督はJ・J・エイブラムス、脚本はロベルト・オーチーとアレックス・カーツマンが務めている。、
2009年5月8日にアメリカでパラマウント・ピクチャーズにより公開され、高い評価を受けた。興行的に成功し、1億5,000万ドルの製作費に対し、全世界で3億8,570万ドル以上の興行収入を記録した。第82回アカデミー賞では4部門にノミネートされ、メイクアップ賞を受賞し、スタートレックの映画作品としては初のアカデミー賞受賞となった。その後、2013年には続編の『スター・トレック イントゥ・ダークネス』、2016年には『スター・トレック BEYOND』が公開された。

## ストーリー
謎の巨大宇宙艦の攻撃により、緊急避難のシャトル内で母の胎内から誕生した直後に、宇宙艦隊士官だった父を亡くしたカークは、酒とケンカに溺れる荒れた日々を送っていた。ある時、パイク大佐はバーで騒ぎを起こしたカークに、父は12分だけ船長だったが800名の命を救ったと語り、宇宙艦隊アカデミーへの入学を勧める。
在学中のカークは、演習「コバヤシマル・シナリオ」で不正を行い、聴聞会が開かれることになるが、その最中にバルカン星からの緊急救助要請が届き、カークの同期生らは急遽バルカン星に向かう艦隊に召集される。当のカークには謹慎が言い渡されていたが、マッコイの機転によりパイクが指揮するエンタープライズ号に潜り込むことに成功する。そこには同期生のウフーラのほか、スールー、チェコフ、そして聴聞会でカークを尋問したバルカン人のスポックも副長として乗り込んでいた。
ところが、艦隊の目の前に現れたのは、かつてカークの父を殉職させた巨大宇宙艦ナラーダ号であった。その圧倒的な戦闘力によって艦隊は壊滅的な被害を受け、パイク船長はナラーダ号の船長である、ロミュラン人のネロによって連れ去られる。また、ネロは人工的に重力の特異点を発生させることができる「赤色物質」をバルカン星に投下し、スポックの母アマンダを含む多くの住民を道連れに、バルカン星を消滅させる。
パイク船長を奪われたエンタープライズ号のブリッジでは、今後の方針をめぐってカークと船長代理のスポックが対立し、立場の弱いカークは近くの惑星に放り出される。ところが、この惑星にはカークの知るスポックより、129歳ほど年をとったもう一人のスポックがいた。老スポックはカークに精神融合し、自分の力不足で未来のロミュラン星が消滅に至ったこと、生き延びたネロはバルカン星や地球を含む惑星連邦を故郷の敵とみなし、過去にタイムトラベルしたことに乗じて惑星連邦を滅亡させ、より強大なロミュラン帝国の確立を目論んでいること、カークの父の殉職をもたらした最初の攻撃により、歴史はすでに書き換えられていることなどを明かす。
同じ惑星の研究所に左遷させられていた技術者のスコットとともにエンタープライズ号に戻ったカークは、故郷と母を奪われて情緒不安定にあったスポックを故意に激昂させて、指揮官不適格の状況へ追い込み、指揮権を掌握する。そして、故郷と母を奪われた憎しみに気付き理性との間で悩んでいたスポックも、最終的にはカークと協力して戦うことを選ぶ。二人は地球を攻撃していたナラーダ号へと潜入し、その破壊とパイク船長の救出に成功する。
地球を救った功績を認められたカークは、正式にパイクの後継のエンタープライズ号船長に就任する。そして、若き日の自分の前に姿を現した老スポックは、カークとの信頼関係が二人の未来に大きな意味を持つことを説く。スポックは副長として、カークの下で働くことを決意するのだった。

### Star Trek: Countdown
本作の前日譚として、オーチーとカーツマンが脚本を担当する『Star Trek: Countdown』というコミックが発売された。『新スタートレック』からのバトンタッチをになう本コミックでは、ロミュラン星の崩壊からネロと老スポックがタイムトラベルするまでの物語が描かれ、ピカード、データ、ウォーフなどの『新スタートレック』のキャラクターも登場する。
なお、『新スタートレック』の続編である『スタートレック:ピカード』では初めてロミュラン星の崩壊後の世界が描かれたが、ロミュラン星の崩壊に至るまでの経緯などが微妙に異なる。『スタートレック:ディスカバリー』開始後に出版される書籍(ディスカバリー以後の新シリーズに関連するもの)については公式として扱われる事になったが、本作については開始以前の出版物となるため、従前通り非公式扱いとなる。
ネロ
ナラーダ号の船長を務めるロミュラン人男性。ロミュラン鉱山組合代表。老スポックの「恒星の超新星爆発で危機的状況にあるロミュラン星をバルカンの技術で救う」という提案を、陰謀ではないかと疑っていたロミュラン議会を説得した。老スポックとは個人的に強い信頼関係を築くが、対策は間に合わず、ロミュラン星は超新星爆発に巻き込まれ消滅する。その際、身重の妻を失った事から絶望し、老スポックとバルカン、そして惑星連邦を憎悪するようになる。
老スポック
バルカン人男性。惑星連邦大使。ロミュラン星の滅亡の危機はバルカンとロミュランの関係を改善する絶好の機会と、ネロと共に対策に尽力するが最悪の結果に終わる。
ジャン＝リュック・ピカード
地球人男性。惑星連邦大使。老スポックとネロをサポートした。『スタートレック:ピカード』では宇宙艦隊大将としてロミュラン市民の救難活動を主導していたが、そのための艦隊を建造していたユートピア・プラニシア造船所が人工生命に襲撃され頓挫してしまう。
データ
エンタープライズ号の艦長を務める男性型アンドロイド。宇宙艦隊大佐。前作『ネメシス/S.T.X』で殉職したデータに代わり、記憶を受け継いだB-4がデータとして活動している。レムス人のウォーバードに襲われていた改造前のナラーダ号を助ける。『スタートレック:ピカード』ではB-4の機能が未熟だったためにデータからの記憶の移植は成功せず、ユートピア・プラニシア造船所の襲撃の余波で人工生命が禁止されたため解体、保管されている事が判明した。
ジョーディ・ラ＝フォージ
ジェリーフィッシュ号のテストパイロットを務める地球人男性。宇宙艦隊を離れた後は宇宙船の設計を仕事としており、ジェリーフィッシュ号を老スポックに提供する。『スタートレック:ピカード』では艦隊を離れておらず、2385年時点でユートピア・プラニシア造船所責任者の中佐である（『Star Trek: Picard Countdown』,「Star Trek: Picard The Last Best Hope」）。
ウォーフ
クリンゴン人男性。クリンゴン帝国防衛軍将軍。艦隊を率いてネロの逮捕を試みるが、改造後のナラーダ号によって返り討ちにされ、自らも重傷を負う。『スタートレック:ピカード』では艦隊を離れておらず、2385年時点でU.S.S.エンタープライズE 艦長(大佐)となっている（「Star Trek: Picard The Last Best Hope」）。

ディスパル
ロミュラン人女性。ロミュランの宇宙基地司令官。もとは掘削船であったナラーダ号を、ボーグの技術を取り入れて改造する。

### 過去の作品との関連
以前の作品で語られていた正史といくつか設定上の矛盾点が見受けられるが、そのうちいくつかはオーチーとカーツマンによって「ネロの歴史改変の結果」として説明されている。2009年10月、『Star Trek Online』の公式サイトにおいて「STO and Abrams(Star Trek XI)」と題する、これまでの映像作品と本作の位置付けを解説するコラムが掲載された。このコラムには非常に分かり易い時系列の図式が添えられており、この中で本作はこれまでの作品の直接の過去の出来事ではなく、並行世界での出来事である事が明かされた。従って本作に登場する若いカークやスポックは『宇宙大作戦』などに登場したカークやスポックと完全に同一の人物という訳ではなく、異なる量子現実に存在するもう一人の彼らである。
また、『宇宙大作戦』以外の作品からは、『スタートレック:エンタープライズ』の主人公であったジョナサン・アーチャーの名前が言及されている。スコットはアーチャーの愛犬を転送実験に使ったために左遷されたという設定である。

## 登場人物

### 惑星連邦の人物
ジェームズ・T・カーク
演 - クリス・パイン、日本語吹替 - 阪口周平
本作の主人公である地球人男性。宇宙艦隊候補生。愛称は「ジム」。
『宇宙大作戦』では誠実な人物であるが、本作では家庭環境に恵まれず、気性の荒い人物として登場している。パイク大佐の勧めで宇宙艦隊アカデミーへ入学するも、模擬戦闘で不正を行うなどの問題行動が絶えない。
スポック
演 - ザカリー・クイント、日本語吹替 - 喜山茂雄
エンタープライズ号の副長を務めるバルカン人男性。宇宙艦隊中佐。
バルカン人と地球人のハーフであることで幼少時に差別を受けた経験があり、バルカン科学アカデミーへの入学を蹴って宇宙艦隊を志す。宇宙艦隊アカデミーでは教官も務めており、模擬戦闘で不正を行ったカークに対し当初は不信感を抱く。
クリストファー・パイク
演 - ブルース・グリーンウッド、日本語吹替 - 田中正彦
エンタープライズ号の船長を務める地球人男性。宇宙艦隊大佐。
『宇宙大作戦』では2代目船長であったが、本作では初代船長として登場しており、建造所近くのバーでカークと出会う。カークにも亡父と同様に高い素質があることを見抜き、宇宙艦隊アカデミーへの入学を勧める。
レナード・マッコイ
演 - カール・アーバン、日本語吹替 - 宮内敦士
宇宙艦隊アカデミーでカークの友人となった地球人男性。宇宙艦隊候補生。愛称は「ボーンズ」。
飛行恐怖症であったが、離婚によってすべてを失ったため、やむなく宇宙艦隊に志願した。エンタープライズ号には医療士官として乗船するが、先任の医療主任がナラーダ号による攻撃で死亡したため、一時的に医療主任となる。
ニヨータ・ウフーラ
演 - ゾーイ・サルダナ、日本語吹替 - 東條加那子
建造所近くのバーでカークと出会った地球人女性。宇宙艦隊候補生。
スポックと恋仲であり、カークからの口説き文句を毎回のように受け流している。エンタープライズ号には通信士官として乗船するが、先任の通信主任がバルカン語とロミュラン語を区別できなかったため、一時的に通信主任となる。
『宇宙大作戦』にあわせ、日本語版吹き替えでは「ニヨータ・ウラ」という名前になっている。
モンゴメリー・スコット
演 - サイモン・ペッグ、日本語吹替 - 根本泰彦
研究所でカークと出会った地球人男性。宇宙艦隊少佐。愛称は「スコッティ」。
トランスワープ転送理論を打ち立てた技術者であるが、とある事情により辺境の惑星に左遷されていた。老スポックの手助けにより、カークとともにエンタープライズ号に乗り込み、そのまま機関主任となる。
『宇宙大作戦』にあわせ、日本語版吹き替えでは「チャーリー・スコット」という名前になっている。
ヒカル・スールー
演 - ジョン・チョー、日本語吹替 - 浪川大輔
エンタープライズ号の操舵手を務める地球人男性。宇宙艦隊大尉。
操舵の技術のみならず近接格闘術にも長けており、カークとともにバルカン星に降下した際は、携帯用の日本刀でロミュラン人を討つ活躍を見せる。なお、初航行の際に緊張から操舵ミスをしているが、それが却ってエンタープライズ号を救う結果となっている。
『宇宙大作戦』にあわせ、日本語版吹き替えでは「ヒカル・カトウ」という名前になっている。
パヴェル・チェコフ
演 - アントン・イェルチン、日本語吹替 - 粟野志門
エンタープライズ号の航海士を務める地球人男性。宇宙艦隊少尉。
『宇宙大作戦』では若く未熟な人物として描かれていたが、本作では若いながらも有能な人物として登場している。また、前者が2245年生まれの22歳なのに対し、後者が2241年生まれの17歳であるなど、年齢設定も異なっている。
サレク
演 - ベン・クロス、日本語吹替 - 佐々木睦
スポックの父であるバルカン人男性。惑星連邦大使。
幼い頃のスポックに感情の抑制や自分の道は自分で決めることなどを説く。『宇宙大作戦』での彼自身同様、息子が宇宙艦隊へ進路を決めたことに失望感を抱いているが、そうした理由も理解はしており、『宇宙大作戦』とは違って関係の断絶はしていない。
アマンダ・グレイソン
演 - ウィノナ・ライダー、日本語吹替 - 岡寛恵
スポックの母である地球人女性。民間人。
バルカン星が崩壊する際、他のバルカン人とともに脱出を試みるが、転送される直前に足下の岩盤が崩れ、命を落とす。
ジョージ・カーク
演 - クリス・ヘムズワース、日本語吹替 - 松田健一郎
カークの父である地球人男性。宇宙艦隊少佐。
ナラーダ号による最初の攻撃の際に、シャトルで逃げるケルヴィン号の乗員たちを救うため、敢えて自ら囮となりナラーダ号に特攻し殉職する。『宇宙大作戦』では存命であり、カークが宇宙艦隊を志す原因となったことが語られる。
ウィノナ・カーク
演 - ジェニファー・モリソン、日本語吹替 - 牛田裕子
カークの母である地球人女性。宇宙艦隊士官。
ナラーダ号による最初の攻撃で産気づき、ケルヴィン号の医療用シャトル内でカークを出産する。
キーンザー
演 - ディープ・ロイ
研究所でスコットと行動を共にしていた異星人男性。宇宙艦隊士官。
外見上は岩のような顔をしており身長が低く、無口で言葉を発することは滅多にない。また、スコットからしばしば軽蔑や非難をうけているが、気にする素振りは見せない。具体的な種族名は劇中でも触れられていないため不明である。
ゲイラ
演 - レイチェル・ニコルズ
ウフーラのルームメイトであるオリオン人女性。。宇宙艦隊候補生。
過去作に登場したオリオン人女性は皆黒髪だったのに対し赤毛である。恋愛相手を部屋に連れ込むためルームメイトのウフーラからウンザリされており、その相手の一人がカークであった。他の候補生と同様、緊急招集にかけられるが、乗船した艦もその後の生死も不明である。

### 未来から来た人物
老スポック
演 - レナード・ニモイ、日本語吹替 - 菅生隆之
『宇宙大作戦』と同じ時間軸の未来から来たバルカン人男性。『宇宙大作戦』に登場したスポックその人であり、これまでの作品と同じレナード・ニモイが演じている。
ネロによってバルカン星が消滅させられる様子を目の当たりにし、歴史をもとの流れに戻すため、カークをエンタープライズ号の船長にしようとする。物語の終盤ではかつての自分の前に現れ、カークとの信頼関係が二人の未来に大きな意味を持つことを説く。
ネロ
演 - エリック・バナ、日本語吹替 - 山野井仁
『宇宙大作戦』と同じ世界の未来から来たロミュラン人男性。
未来でロミュラン星が崩壊したのは惑星連邦の意思決定が遅れたためと考えており、過去にタイムトラベルしたことに乗じて惑星連邦の壊滅を目論む。

## 登場する宇宙船
U.S.S.ケルヴィン
リチャード・ロバウ船長が指揮する惑星連邦宇宙艦隊所属船（登録番号NCC-0514）。副長はジョージ・カーク。ナラーダ号による最初の攻撃で破壊される。デザインはこれまでの外典作品で登場したアポロ級に似ている。
U.S.S.エンタープライズ
クリストファー・パイク船長が指揮する惑星連邦宇宙艦隊所属船（登録番号NCC-1701）。副長はスポック。進宙式を待たずにバルカン星に向かう艦隊に加わる。デザインは『宇宙大作戦』に登場したエンタープライズ号のものを踏襲している。
ナラーダ
ネロ船長が指揮する24世紀のロミュラン帝国所属船。副長はアイエル。もとは掘削船であったが、改造でボーグの技術を取り入れた結果、単独で23世紀の宇宙艦隊の艦隊を圧倒する戦闘力を持つに至った。改造後の円筒状で怪物めいた外見は、『宇宙大作戦』エピソード「宇宙の巨大怪獣」の「最終破壊兵器」にも似ている。
ジェリーフィッシュ
老スポックが操縦するバルカン科学アカデミー所属船。人工的に重力の特異点を発生させることができる「赤色物質」を輸送するために用いられ、タイムトラベルの後にナラーダ号に拿捕される。後部が飛行中に回転するのが特徴。
他にも、ミランダ級や『Star Trek: Legacy』に登場したプロキシマ級に似たデザインの宇宙船が登場する。

## スタッフ
- VFX - ILM、デジタル・ドメイン、ローラVFX、イーヴィル・アイ、スヴェンガリVFX
- VFXスーパーバイザー - ロジャー・ガイエット/ラッセル・アール（ILM）、ケリー・ポート（デジタル・ドメイン）、エドソン・ウィリアムズ（ローラVFX）、ダニエル・P・ローゼン/マット・マクドナルド（イーヴィル・アイ）、ステファーノ・トリヴェッリ（スヴェンガリVFX）
- プロダクションデザイン - スコット・チャンブリス
- 衣装デザイン - マイケル・カプラン
- サウンド・デザイン - ベン・バート、ハリー・コーエン、マーク・A・マンジーニ、ティム・ウォルストン、マーク・ビンダー、スコット・マーティン・ガーシン、アン・シベッリ

## 製作
劇場版『新スタートレック』の最終作である前作『ネメシス/S.T.X』の公開直後から第11作目の噂は存在しており、出演者の一人であるブレント・スパイナーは「興行しだいでは（『新スタートレック』の）新作が制作されるかもしれない」と語っている。また、劇場版『新スタートレック』の終了後には、劇場版『スタートレック:エンタープライズ』が制作される予定であったが、前作の興行としての失敗と『スタートレック:エンタープライズ』の打ち切りをうけて、これらの計画は立ち消えとなる。
2005年2月には、『スタートレック:エンタープライズ』の製作者であったリック・バーマンが、脚本家のエリック・ジェンドレセンとともに、『Star Trek: The Beginning』という新しいシリーズの劇場版を企画する。2007年夏に公開予定であったこの企画では、『スタートレック:エンタープライズ』の直後（ちょうどロミュラン戦争にあたる）を舞台に、カークの先祖である「タイベリアス・チェイス」が活躍することになっていた。しかし、提出された脚本が没となったため、この企画は頓挫する。2006年4月には、別の劇場版が2008年夏に公開予定（後に全米脚本家ストライキにより公開が2009年夏に延期）であり、カークとスポックが登場する『宇宙大作戦』の再映画化になることが明らかにされた。
脚本を担当したロベルト・オーチーが『スタートレック』シリーズのファンであるのに対して、もう一方のアレックス・カーツマンや、監督のJ・J・エイブラムスはむしろ『スター・ウォーズ・シリーズ』のファンであり、本作を「ファンでなくても楽しめる作品」になるよう心掛けたと語った。結果として、タイムトラベルとそれにともなう歴史改変（オリジナルシリーズの歴史は変わらずに続いているため、本シリーズは正確には歴史改変ものではなくパラレルワールドものである）を題材にすることにより、『新スタートレック』までの流れを引き継いだ続編でありながら、『宇宙大作戦』の設定を新規の視聴者のために一新した作品となっている。またCBSは本シリーズのタイムラインを、オリジナルシリーズのタイムライン（プライム・タイムラインと呼称）と区別してケルヴィン・タイムラインと呼称している。

## 関連
- トレッキー（『スタートレック』シリーズのファン）であるカーネギーメロン大学のランディ・パウシュ教授が、ケルヴィン号の乗組員としてカメオ出演している[注 3]。教授は末期癌に侵されており、本作へのカメオ出演はスタッフの粋な計らいであった。
- ウフーラ役を演じるゾーイ・サルダナは、『ターミナル』でトレッキーの入国係官ドロレス・トーレスを演じた。
- 2009年新型インフルエンザの影響により、メキシコでの公開は無期限延期となった。
- 『スター・ウォーズ』シリーズのキャラクターR2-D2が劇中に登場しており、配給元のパラマウント・ピクチャーズによって「R2-D2を探せ!」なるコンテストが実施された。
- 日本でのDVD発売は2009年11月6日だが、それに先行して10月30日にWOWOWにてオンエアされた。
- 本作と分岐するオリジナルシリーズのタイムラインの未来を描いた『Star Trek Online』とはクロスオーバーしている。

## Blu-ray/DVD
パラマウント ジャパンよりBlu-ray DiscとDVDが発売。2016年以降NBCユニバーサルが販売。
- Blu-ray
  - スター・トレック スペシャル・コレクターズ・エディション[注 4]品番：PPWB-113627　発売日：2009年11月6日（2枚組/通常版）
  - スター・トレック　品番：PBHA-118586　発売日：2013年7月19日
  - スター・トレック スチールケース仕様　品番：PBXC-118586　発売日：2015年6月10日
  - スター・トレック[4K ULTRA HD + Blu-rayセット]　品番：PJXF-1060　発売日：2016年9月28日
  - スター・トレック　品番：PJXF-1252　発売日：2019年4月24日
  - スター・トレック ベストバリューBlu-rayセット　品番：PJXF-1141　発売日：2018年6月6日
  - スター・トレック 3 ムービー・コレクション [4K ULTRA HD + 3D Blu-ray + Blu-rayセット]　品番：PJXF-1164　発売日：2018年6月6日（本作品の3D Blu-rayは含まれない）

- DVD
  - スター・トレック スペシャル・コレクターズ・エディション　品番：PPF-113627　発売日：2009年11月06日（2枚組/通常版）
  - スター・トレック エンタープライズ号BOX[注 5]　　品番：PPSJ-1056　発売日：2009年11月06日（2枚組/7,000セット限定発売）
  - スター・トレック スペシャル・エディション　品番：PHNE-113627　発売日：2012年2月10日
  - スター・トレック ベストバリューDVDセット　品番：PJBF-1258　発売日：2018年6月6日